# Nagadome Kaoru
Nagadome Kaoru (永留 かおる, sinh ngày 7 tháng 5 năm 1973) là một cựu cầu thủ bóng đá nữ người Nhật Bản.

## Đội tuyển bóng đá nữ quốc gia Nhật Bản
Nagadome Kaoru thi đấu cho đội tuyển bóng đá nữ quốc gia Nhật Bản từ năm 1997 đến 1999.

## Thống kê sự nghiệp
| Nhật Bản  | Nhật Bản | Nhật Bản |
| Năm       | Trận     | Bàn      |
| --------- | -------- | -------- |
| 1997      | 1        | 0        |
| 1998      | 0        | 0        |
| 1999      | 3        | 0        |
| Tổng cộng | 4        | 0        |